# Scherma ai VII Giochi del Mediterraneo
Le competizioni si sono svolte sia in ambito maschile che femminile, mettendo in palio un totale di 4 ori, 4 argenti e 4 bronzi nelle seguenti specialità:
- Fioretto
- Sciabola
- Spada

## Podi

### Uomini
| Evento               | Oro             | Argento            | Bronzo                   |
| Spada                |                 |                    |                          |
| Spada individuale    | John Pezza      | Philippe Riboud    | Stefano Bellone          |
| Fioretto             |                 |                    |                          |
| Fioretto individuale | Bernard Talvard | Carlo Montano      | Giovani Battista Coletti |
| Sciabola             |                 |                    |                          |
| Sciabola individuale | Michele Maffei  | Mario Aldo Montano | Philippe Vitrac          |

### Donne
| Evento               | Oro             | Argento         | Bronzo             |
| Fioretto             |                 |                 |                    |
| Fioretto individuale | Claudie Josland | Brigitte Dumont | Carola Mangiarotti |

## Medagliere
| Posizione | Paese   |   |   |   | Totale |
| --------- | ------- | - | - | - | ------ |
| 1         | Italia  | 2 | 2 | 3 | 7      |
| 2         | Francia | 2 | 2 | 1 | 5      |
| Totale    | Totale  | 4 | 4 | 4 | 12     |